# You Gotta See This
You Gotta See This је америчка ријалити телевизијска серија снимљена у продукцији Comcast Entertainment Group-а за Nickelodeon. Водили су је Ноа Крофорд и Крис О'нил, а премијера је емитована 21. јула 2012. године. Емисија се састоји од снимака „иза кулиса” са снимања разних серија, интервјуа са славним личностима, пренкова и блупера. Nickelodeon је 2012. наручио сезону You Gotta See This од 20 епизода, са продукцијом која је одрађена током лета исте године, међутим одмах након прве сезоне ју је отказао.

## Епизоде
| Бр. еп. | Наслов                               | Премијера                  | Прод. код | Гледаност у САД (милиони) |
| ------- | ------------------------------------ | -------------------------- | --------- | ------------------------- |
| 1       | Dancing Don'ts and Sneezy Cereal     | 21. јул 2012.              | 101       | 2,7                       |
| 2       | Funny Foxes and Tumbling Toddlers    | 28. јул 2012.              | 103       | 2,4                       |
| 3       | Bouncing Babies and Water Wipeouts   | 12. август 2012.           | 104       | N/A                       |
| 4       | Gamer Grandpas and Snappy Seagulls   | 18. август 2012.           | 105       | 1,9                       |
| 5       | Playful Piggies and Fashion Falls    | 19. август 2012.           | 106       | 1,6                       |
| 6       | Homework Haters and Sneaky Snakes    | 25. август 2012.           | 107       | 1,6                       |
| 7       | Clumsy Cowboys and Weird Weather     | 11. октобар 2012.          | 111       | 1.2                       |
| 8       | Epic Elephants and Wild Watermelons  | 18. октобар 2012.          | 114       | 1,0                       |
| 9       | Powder Pranks and Donkey Duets       | 1. април 2014. (Nicktoons) | 109       | N/A                       |
| 10      | Pic Pranks and Tiny Turtles          | 1. април 2014. (Nicktoons) | 117       | N/A                       |
| 11      | Pizza Pros and Basketball Bros       | 1. април 2014. (Nicktoons) | 110       | N/A                       |
| 12      | Parent Pranks and Radical Rainbows   | 1. април 2014. (Nicktoons) | 113       | N/A                       |
| 13      | Sleepy Skiers and Wicked Wedgies     | неемитовано                | 118       | TBD                       |
| 14      | Daring Ducks and Bumbling Bands      | неемитовано                | 112       | TBD                       |
| 15      | Angry Alligators and Slippery Slides | неемитовано                | 115       | TBD                       |
| 16      | Fake Fame and Wet Weddings           | неемитовано                | 116       | TBD                       |
| 17      | Karate Cats and Groovin' Grandmas    | неемитовано                | 102       | TBD                       |
| 18      | Window Wipers and Dazzling Dragons   | неемитовано                | 119       | TBD                       |
| 19      | Gossiping Goats and Dizzy Dudes      | неемитовано                | 108       | TBD                       |
| 20      | Penguin Play and Bike Bails          | неемитовано                | 120       | TBD                       |

## Емитовање
You Gotta See This је премијерно емитован на Nickelodeon-у 21. јула 2012. и емитовано је 8 епизода, након чега је емисија повучена са мреже. Још четири епизоде су емитоване 1. априла 2014. године на Nicktoons-у у САД-у, док преосталих 8 епизода никада није емитовано.
Серија је премијерно приказана у Канади, Филипинима, Уједињеном Краљевству, Ирској и јужној Азији у јануару 2013, а у Аустралији у фебруару 2013. У мају 2013. године, ове земље су емитовале преостале четири епизоде које у то време још нису биле емитоване у у САД-у.
У јуну 2013, Nickelodeon је потврдио да ће се You Gotta See This премијерно приказати у Бразилу и Латинској Америци 5. јула 2013. године.